# هيرومي إيكيدا
هيرومي إيكيدا (池田 浩美) (مواليد 22 ديسمبر 1975)، هي لاعبة كرة قدم كانت تلعب كمدافع. ولعبت مع منتخب اليابان لكرة القدم للسيدات.

## وصلات خارجية
- هيرومي إيكيدا على موقع الاتحاد الدولي (مؤرشف)  (الإنجليزية)
- هيرومي إيكيدا على موقع الاتحاد الدولي (مؤرشف)  (الإنجليزية)
- هيرومي إيكيدا على موقع قاعدة بيانات كرة القدم.إي يو (الإنجليزية)
- هيرومي إيكيدا على موقع Soccerway.com (الإنجليزية)
- هيرومي إيكيدا على موقع عالم كرة القدم.نت (الإنجليزية)
- هيرومي إيكيدا على موقع عالم كرة القدم.نت (الإنجليزية)
- هيرومي إيكيدا على موقع اللجنة الأولمبية الدولية (الإنجليزية)
- هيرومي إيكيدا على موقع أوليمبيديا (الإنجليزية)